# هام دولينج
هام دولينج (بالإنجليزية: Ham Dowling)‏ هو لاعب كرة قدم أمريكية ومهندس أمريكي، ولد في 12 نوفمبر 1895 في سافانا في الولايات المتحدة، وتوفي في 28 يناير 1986 في تالاهاسي في الولايات المتحدة.